# Tancarville
Tancarville là một xã trong vùng hành chính Normandie, thuộc tỉnh Seine-Maritime, quận Le Havre, tổng Saint-Romain-de-Colbosc. Tọa độ địa lý của xã là 49° 29' vĩ độ bắc, 00° 27' kinh độ đông. Tancarville nằm trên độ cao trung bình là 90 mét trên mực nước biển, có điểm thấp nhất là 0 mét và điểm cao nhất là 117 mét. Xã có diện tích 7,42 km², dân số vào thời điểm 1999 là 1234 người; mật độ dân số là 166 người/km².

## Thông tin nhân khẩu
| 1926 | 1931 | 1936 | 1946 | 1954 | 1962 | 1968 | 1975  | 1982  | 1990  | 1999  |
| ---- | ---- | ---- | ---- | ---- | ---- | ---- | ----- | ----- | ----- | ----- |
| 671  | 563  | 626  | 684  | 775  | 938  | 921  | 1.026 | 1.139 | 1.326 | 1.236 |

## Địa điểm tham quan
- Cầu Tancarville (1959)
- Kênh đào Tancarville (1887)
- Lâu đài Tancarville